# Crax alberti
O Mutum-de-bico-azul (Crax alberti) é uma ave da família cracidae, endêmico da Colômbia.

## estado de conservação
A espécie é classificada pela lista vermelha da IUCN como criticamente em perigo, devido à destruição do habitat e pela ocupação humana.

## habitat
O seu habitat é formado por floresta de várzea sendo distribuído na região Sul e sudeste, habitando também a floresta tropical amazônica na Colômbia.